# Mariano Peñafiel
Mariano Peñafiel Varas (La Serena, fecha desconocida-Vallenar, c. 1833) fue un empresario y político chileno.

## Biografía
Fue hijo de Domingo Rivera Peñafiel —natural de Arequipa y que se avecindó en La Serena alrededor de 1770, siendo regidor en 1778, procurador general entre 1779 y 1780, y alcalde ordinario interino en 1789— y María Josefa Varas Marín.
El 13 de agosto de 1811 adquirió de parte de Petronila de Bega y Rojas y María Antonia Corbalán una esclava mulata de 14 años, llamada María del Carmen, la cual donó el 7 de septiembre del mismo año al padre Josef María Bacho. En mayo de 1813 recibió el encargo, junto a Tomás O'Higgins y Fernando Aguirre, de realizar el primer censo chileno en la provincia de Coquimbo, entregando su informe final el 19 de julio.

### Carrera política
En 1817 fue integrante del Cabildo de La Serena, convirtiéndose el 28 de septiembre del mismo año en gobernador suplente de la provincia de Coquimbo. El 29 de mayo de 1818 fue apresado junto a otros dirigentes por supuestamente participar de una conspiración contra el gobierno de Bernardo O'Higgins; al ser enviado a Santiago junto a los demás presos, fue prontamente liberado por O'Higgins. Obtuvo la medalla de Legionario de la Legión de Mérito de Chile en la sesión del 10 y 11 de febrero de 1821.
En las elecciones para el Congreso Constituyente de 1823 fue elegido diputado por Copiapó, sin embargo, renunció a dicho cargo en agosto señalando una incompatibilidad entre sus negocios y el nuevo cargo político; la renuncia fue aceptada el 15 del mismo mes. En la elección presidencial de 1829, cuyo escrutinio se realizó el 16 de septiembre, Mariano Peñafiel recibió un voto de parte de un elector de la provincia de Santiago. El 18 de mayo de 1830 fue nombrado viceintendente de la provincia de Coquimbo para subrogar a Francisco Sainz y Fernández de la Peña, sin embargo, renunció a dicho cargo en noviembre del mismo año aduciendo razones de salud.
Se casó en La Serena el 15 de marzo de 1833 con María Loreto Aguirre Urquieta —con quien tuvo un hijo, llamado Hilarión—, y el 11 de mayo del mismo año realizó su testamento en Vallenar ante Diego Luis Borcosque, por lo que se presume que falleció poco tiempo después.